# Soft Cell
Soft Cell — англійський синті-поп-дует, який став відомим на початку 1980-х років. Дует складається з вокаліста Марка Алмонда та інструменталіста Девіда Болла. Гурт відомий перш за все хітом 1981 року «Tainted Love» і дебютним альбомом Non-Stop Erotic Cabaret, який отримав платиновий статус.
У Сполученому Королівстві Soft Cell мав дванадцять топ-40 хітів, включаючи «Tainted Love» (номер 1), «Torch» (номер 2), «Say Hello, Wave Goodbye», «What» (обидві номери 3), і «Bedsitter» (номер 4). Чотири з їх альбомів потрапили до списку 20 найкращих між 1981 і 1984 роками. У 1984 році дует розпався; однак у 2001 році вони переформувалися для туру та випуску нового альбому. Вони провели концерт возз'єднання в Лондоні 30 вересня 2018 року, заявивши, що це буде їхній останній живий виступ у Великій Британії як дует, але вони все ще можуть виступати за кордоном і записуватися разом.
Кавери на пісні Soft Cell робили кілька виконавців, зокрема Девід Грей, Coil і Nine Inch Nails. Їхній трек «Memorabilia» заслужив визнання гурту як піонера техно-жанру, орієнтованого на синтезатор. Дует продав більше десяти мільйонів записів по всьому світу.

## Історія

### Mutant Momentsта «Memorabilia»

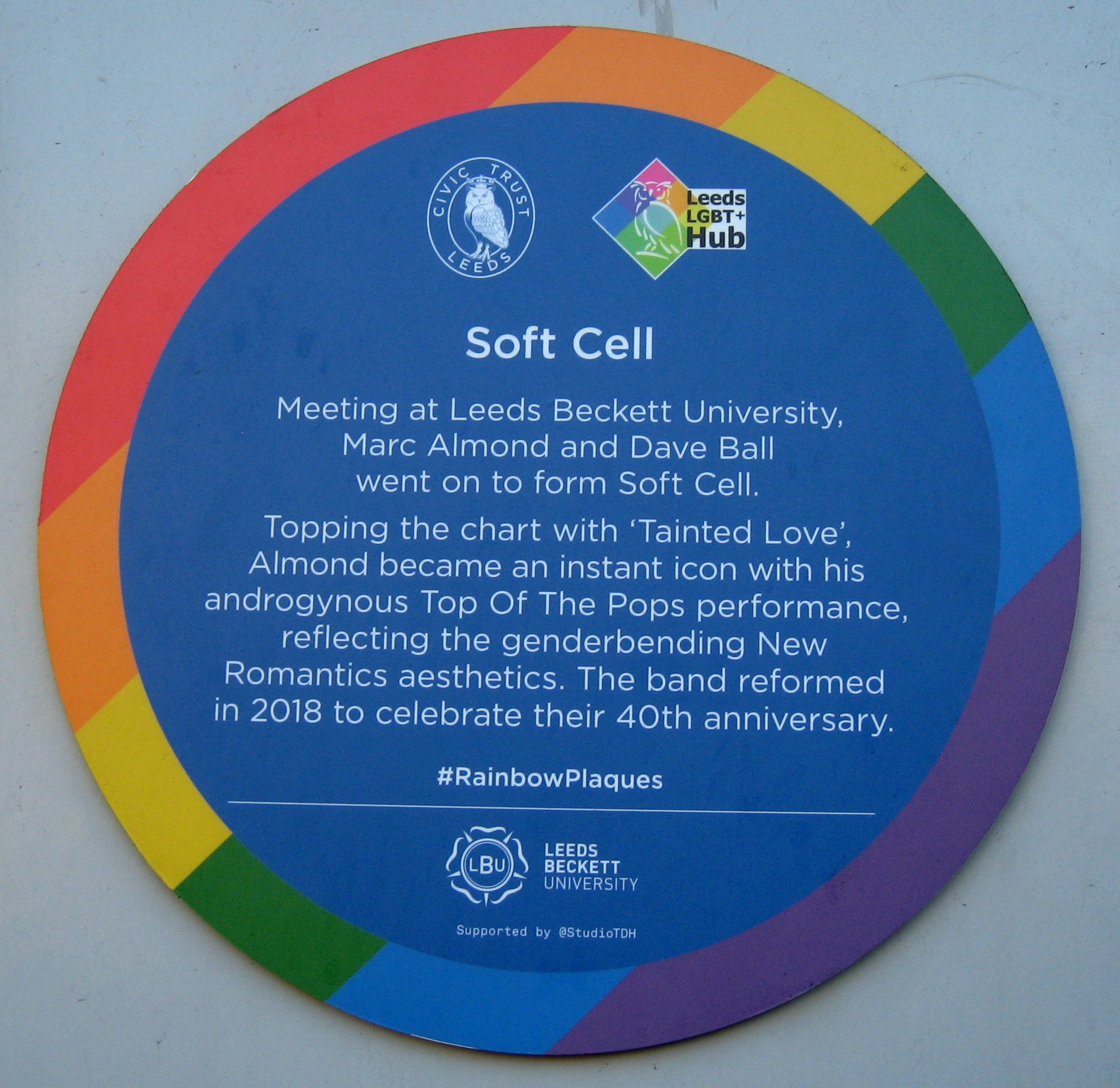
Табличка на честь Soft Cell в Університеті Лідса Беккета (колишня Політехніка Лідса)

Soft Cell були створені в 1978 році після того, як Алмонд і Бол зустрілися в Політехнічному університеті Лідса минулого року. Їхні початкові зусилля щодо запису призвели до EP під назвою Mutant Moments, випущеного в 1980 році, який було профінансовано за рахунок позики в розмірі 2000 фунтів стерлінгів від матері Дейва Болла і зроблено за допомогою простого дводоріжкового рекордера.
Наступний запис Soft Cell, «The Girl with the Patent Leather Face», з’явився як внесок до альбому Some Bizzare Album, в якому брали участь такі гурти, як Depeche Mode, the The і Blancmange. Зрештою дует підписав контракт із лейблом Some Bizzare за підтримки Phonogram Records. Їхній перший сингл «A Man Could Get Lost» та «Memorabilia» був спродюсований Деніелом Міллером, який заснував Mute Records, «Memorabilia» мав успіх у нічних клубах, але не увійшов до британського чарту синглів.

### «Tainted Love»
Після провалу «Memorabilia» у чартах Phonogram Records дозволили Soft Cell записати другий і останній сингл у спробі досягти успіху в чартах. Гурт вирішив записати кавер-версію «Tainted Love», маловідомого північного соул-треку 1965 року, спочатку випущеного Глорією Джонс (подругою Марка Болана на момент його смерті) і написаного Едом Коббом з The Four Preps.
Випущена в 1981 році композиція Soft Cell «Tainted Love» стала хітом номер 1 у 17 країнах, включаючи Сполучене Королівство, де вона стала другим найбільш продаваним синглом 1981 року після продажу 1,05 мільйона копій (загальний тираж збільшився до 1,35 мільйона копій до серпня 2017 року).
У 1982 році «Tainted Love» став №. 8 серед синглів у Сполучених Штатах і на той час потрапив до Книги рекордів Гіннесса за найдовше послідовне перебування (43 тижні) у американському чарті Billboard Hot 100. Популярність пісні зростала повільно, їй знадобилося 19 тижнів, щоб увійти до Топ-40 США. А-сторона 12-дюймового синглу «Tainted Love» фактично містила попурі з двох пісень, де «Tainted Love» змішувалася з класичною піснею Motown «Where Did Our Love Go» (спочатку записаною Supremes у 1964 році).

### Non-Stop Erotic Cabaret
Перший альбом дуету, Non-Stop Erotic Cabaret, став британським номером 5 і продовжив досліджувати тепер уже фірмові для Soft Cell теми убогості та бруду. «Seedy Films» розповідає про довгі ночі в порно-кінотеатрах, а «Frustration» і «Secret Life» — про нудьгу та лицемірство, пов’язані з життям у передмісті. У 1982 році було випущено супутнє відео під назвою Non-Stop Exotic Video Show, яке містило відео режисера Тіма Поупа. Відео викликало суперечки в Британії, в основному через скандал, пов'язаний з кліпом «Sex Dwarf».
Non-Stop Erotic Cabaret здобув ще два хіти: «Bedsitter» розповідає про самотність і спосіб життя молодого чоловіка, який нещодавно пішов з дому, щоб жити в ліжку-місці та веселитися на вечірках. У листопаді 1981 року «Bedsitter» посів 4 місце в британському чарті синглів. Пісня була високо оцінена в ретроспективному огляді журналіста AllMusic Неда Реггетта, який написав, що вона «вважається одним із найкращих, найбільш реалістичних зображень міського життя». Останній сингл альбому, балада «Say Hello, Wave Goodbye», посів 3 місце в лютому 1982 року.
Протягом 1982 року дует проводив більшу частину свого часу, записуючи матеріал та відпочиваючи в Нью-Йорку, де вони зустріли жінку на ім’я Сінді Екстазі, яка, як пізніше підтвердить Алмонд, була його постачальником наркотиків (саме Сінді Екстазі познайомила їх з новим однойменним наркотиком для нічних клубів). Невдовзі після того, як «Say Hello Wave Goodbye» вибув із хіт-параду, Soft Cell випустив нову пісню: «Torch», пісню про кохання, яка мала довести, що гурт максимально наблизився до того, щоб стати хітом №1 з однією з власних пісень. Пісня відразу увійшла до Топ-20 і посіла 2 місце.
У червні 1982 року, згідно з тенденцією того часу, дует випустив мініальбом під назвою Non Stop Ecstatic Dancing, що містив ремікси старого матеріалу разом із їхнім новим синглом «What!», який є кавером на пісню Мелінди Маркс 1965 року, яку пізніше, у 1968 році переспівала Джуді Стріт, чия версія стала надзвичайно популярною на сцені Northern Soul. «What!» став головним хітом у Великій Британії та досяг 3-ї позиції в UK Singles Chart у серпні того ж року.

### Занепад і розпад
До 1983 року слава і майже постійне вживання наркотиків погано вплинули на дует. Марк Алмонд також створив гурт Marc and the Mambas, який співпрацювала з Метом Джонсоном із гурту The The та майбутньою співавторкою Алмонд Енні Хоган, як відгалуження, щоб експериментувати поза сяйвом прожекторів Soft Cell. Третій альбом Soft Cell під назвою The Art of Falling Apart увійшов до п’ятірки найкращих хітів у Великобританії, але сингли мали лише помірний успіх. Перший сингл «Where The Heart Is» досяг лише 21 місця, тоді як подвійна сторона A «Numbers»/«Barriers» досягла 25 позиції. «Numbers» також викликав суперечки через згадки в пісні метамфетаміну.
У вересні 1983 року дует випустив новий сингл «Soul Inside», який повернув їх у топ-20 Великобританії, але на початку 1984 року дует дружньо вирішив припинити роботу над Soft Cell. Вони відіграли прощальні концерти в Hammersmith Palais у січні та випустили останній альбом під назвою This Last Night in Sodom (UK No. 12) у березні. Другий і останній сингл альбому «Down in the Subway» (UK No. 24), вже був випущений у лютому 1984 року.

### Возз'єднання
Алмонд і Болл возз’єдналися як Soft Cell у 2000 році з серією концертних виступів. Вони виступали на відкритті нічного клубу Ocean в Лондоні в березні 2001 року. Пізніше в цьому році відбувся мінітур. Композиція «God Shaped Hole» включена до збірки Some Bizzare під назвою «I'd Rather Shout at a Returning Echo than Kid Someone's Listening», випущеної в 2001 році. Новий альбом Soft Cell, Cruelty Without Beauty, був випущений наприкінці 2002 року, після чого відбувся тур по Європі та невеликий тур по США на початку 2003 року. Другий сингл з альбому, кавер на пісню Four Seasons «The Night», посів №. 39 у Великобританії. Soft Cell розглядав можливість запису «The Night» замість «Tainted Love» протягом 1981 року, хоча клавішник Девід Болл заявив у 2003 році в інтерв’ю BBC: «Я думаю, що історія показала, що ми зробили правильний вибір [у 1981 році. ]».
У 2005 році вони випустили альбом «Bedsit Tapes», який зібрав деякі з їхніх ранніх демо-записів. Приблизно в цей час була випущена інша подібна збірка під назвою Demo Non Stop.
У листопаді 2008 року гурт випустив альбом реміксів під назвою Heat. До альбому увійшли треки Soft Cell, реміксовані такими виконавцями, як Paul Dakeyne, the Grid, Manhattan Clique, Cicada, Richard X, Ladytron, MHC, Atomizer, Mark Moore, Spektrum, The Dark Poets та багато інших.
У лютому 2018 року Soft Cell оголосили, що возз’єднаються для останнього концерту у Великобританії. 21 серпня 2018 року Алмонд розповів на шоу Кріса Еванса Breakfast Show на BBC Radio 2, що напередодні концерту Soft Cell випускають два нові треки: «Northern Lights» і «Guilty (Cos I Say You Are)». Концерт возз’єднання під назвою «Say Hello, Wave Goodbye» відбувся на O2 Arena у Лондоні 30 вересня 2018 року. Було заявлено, що це був їхній останній виступ у Великобританії дуетом, але вони все ще можуть виступати за кордоном і записувати матеріал разом.
У 2019 році Болл сказав, що новий альбом Soft Cell перебуває в роботі. У травні 2019 року була випущена книга To Show You, I've Been There, яка постачалася з вініловою копією EP Magick Mutants, продовженням їхнього дебютного EP Mutant Moments.
У червні 2020 року EP Mutant Moments отримав перший офіційний реліз. Спочатку 10-дюймовий мініальбом був частиною Дня магазину звукозаписів у Великій Британії у червні 2020 року, але продавався безпосередньо через веб-сайт гурту, оскільки захід було скасовано через пандемію COVID-19.
У липні 2021 року дует оголосив, що їхній новий альбом буде називатися Happiness Not Included і міститиме такі треки, як «Heart Like Chernobyl», «Light Sleepers» і «Nostalgia Machine».  Альбом вийшов у травні 2022 року, через 20 років після випуску попереднього студійного альбому. Дейв Болл повідомив, що Pet Shop Boys працюють над реміксом для майбутнього синглу.
Незважаючи на те, що їхнє шоу возз’єднання 2018 року буде останнім у Великій Британії, Soft Cell знову об’єдналися для 5 виступів у 2021 році. Короткий тур був присвячений 40-річчю альбому Non Stop Erotic Cabaret, у якому гурт виконав альбом повністю, а також деякі хіти та новий матеріал. Тур розпочався в Академії 02 у Глазго, Шотландія, 10 листопада і завершився в лондонському Hammersmith Apollo 16 листопада. 16 вересня 2023 року вони відкрили захід BBC Radio 2 «Live in the Park» у Victoria Park Leicester.

## Вплив
Група назвала Девіда Боуї, Марка Болана та Suicide як головний вплив.  Алмонд також назвав Сюсі Сю як головний вплив на його ранній стиль виконання. 

## Дискографія
- Non-Stop Erotic Cabaret (1981)
- Non Stop Ecstatic Dancing (1982)
- The Art of Falling Apart (1983)
- This Last Night is Sodom (1984)
- Cruelty Without Beauty (2002)
- Happiness Not Included (2022) [39]

## Подальше читання
- Almond, Marc (1999). Tainted Life. London: Sidgwick & Jackson. ISBN 0-283-06340-8.
- Neal, Charles, ред. (1987). Tape Delay: Confessions from the Eighties Underground (англ.). SAF Publishing Ltd. с. 93–103. ISBN 978-0-946719-02-0.